# Rhipidistia
A Rhipidistia (Valódi choanás halak) az Izmosúszójú halak egy kládja. A csoportba a Tüdőshalak és a Négylábúak tartoznak.

## Törzsfejlődés
Rhipidistia (Valódi choanás halak)
- Dipnomorpha
  - †Porolepiformes
    - †Powichthys

  - Tüdőshalak
- Tetrapodomorpha
  - †Rhizodontiformes
  - Osteolepidida
    - Osteolepiformes
      - †Tristichopteridae
      - Elpistostegalia
        - †Panderichthys
        - Négylábúak (például madarak, emlősök)